# 黛布拉·安·利文斯頓
黛布拉·安·利文斯頓（英語：Debra Ann Livingston，1959年4月15日出生）是美國第二巡迴上訴法院的首席巡迴法官。

## 早期生活和教育
利文斯頓出生於喬治亞州韋克羅斯，1980年獲得普林斯頓大學伍德羅·威爾遜公共與國際事務學院文學學士學位，1984年獲得哈佛法學院法學博士學位，曾任《哈佛法律評論》編輯。

## 事業
利文斯頓畢業後擔任第二巡迴法院法官J.愛德華·倫巴德的書記員。1986年至1991年，她在紐約南區擔任美國助理檢察官，負責處理刑事案件，包括起訴菲律賓前總統費迪南德·馬科斯。在擔任聯合國難民事務高級專員的法律顧問後，利文斯頓曾是保羅的一名合夥人，韋斯，裡夫金德，沃頓和加里森，紐約市律師事務所。1994年至2003年，她擔任紐約市民事申訴審查委員會委員。